# Georg Ohm
Georg Simon Ohm (Erlangen, 16 maart 1789 – München, 6 juli 1854) was een Duits wis- en natuurkundige. Hij is bekend geworden door de naar hem genoemde Wet van Ohm waarin de relatie tussen elektrische spanning, elektrische stroom en weerstand wordt uitgedrukt. Tevens is de eenheid van de elektrische weerstand – de ohm – naar hem genoemd.

## Levensloop

### Jeugd
Georg Ohm werd geboren in een Beiers protestants gezin als zoon van Johann Wolfgang Ohm, een slotenmaker, en Maria Elizabeth Beck, dochter van een kleermaker uit Erlangen. Hoewel zijn ouders weinig opleiding hadden genoten, was Georgs vader een gerespecteerd man die zichzelf tot een hoog niveau had opgeleid. Hierdoor kon hij zijn kinderen een goede opleiding meegeven. Sommige van Georgs broers en zussen stierven reeds op jonge leeftijd, slechts drie overleefden de kinderjaren: Georg, zijn broer Martin (1792-1872), die een bekend wiskundige zou worden, en zijn zuster Elizabeth Barbara.

### Studie
Vanaf hun vroege jeugd werden Georg en Martin door hun vader onderwezen in wiskunde, natuurkunde, scheikunde en filosofie. Van zijn elfde tot aan zijn vijftiende jaar ging Georg naar het Gymnasium in Erlangen en daarna, in 1805, naar de universiteit van Erlangen. In plaats van zich te concentreren op zijn studie hield Georg zich zelf liever bezig met dansen, schaatsen en biljarten. Georgs vader, kwaad dat zijn zoon zijn studiekans aan het verwaarlozen was, stuurde hem naar Zwitserland waar Georg wiskundeleraar werd op een school van het voormalige klooster Gottstatt bij Nidau.
Op advies van Karl Christian von Langsdorf, professor aan de universiteit van Erlangen, ging Ohm de werken lezen van Euler, Laplace en Lacroix. In maart 1809 verliet hij Gottstatt om privéleraar te worden in Neuchâtel. Twee jaar later keerde hij terug naar de universiteit van Erlangen.

### Wetenschappelijk carrière
Zijn tussentijdse studies hadden hem een goede uitgangspositie gegeven voor het binnenhalen van zijn doctoraat op 25 oktober 1811. Direct daarna werd hij opgenomen in de onderwijsstaf als docent wiskunde. Na drie semesters gaf Ohm zijn universitaire baan op, vanwege de matige verwachtingen en het slechte salaris. De Beierse overheid bood hem een baan aan als leraar op een 'Realschule' (toen een school voor hoger beroepsonderwijs) in Bamberg.
Ongelukkig met zijn baan begon Ohm een basisboek over geometrie te schrijven om zijn ware kwaliteiten aan te tonen. Zoals gebruikelijk in die tijd zond hij het manuscript naar koning Wilhelm III van Pruisen. Tevreden met Ohms werk werd hij op diens aanbeveling in 1817 docent aan het Driekoningengymnasium van Keulen. Om recht te doen aan de goede reputatie van deze school voor wetenschappelijke vorming vond Ohm het noodzakelijk zowel natuurkunde als wiskunde te onderwijzen. Het laboratorium was goed uitgerust zodat hij goed natuurkundig onderzoek kon doen. Als zoon van een slotenmaker had Georg reeds enige praktische ervaring met mechanische instrumenten. Apparaten die hij nodig had maakte hij zelf.
In 1826 werd hij leraar aan de krijgsschool te Berlijn en in 1833 professor aan de Technische Hogeschool in Neurenberg, die hij vanaf 1839 als directeur leidde en die tegenwoordig zijn naam draagt. In 1849 vertrok hij naar de Ludwig Maximilians-Universiteit in München waar hij eerst buitengewoon en in 1852 gewoon hoogleraar in de experimentele natuurkunde werd. Pas toen, twee jaar voor zijn overlijden, kreeg Ohm de positie waar hij zijn hele leven naar had gestreefd.

## Wet van Ohm

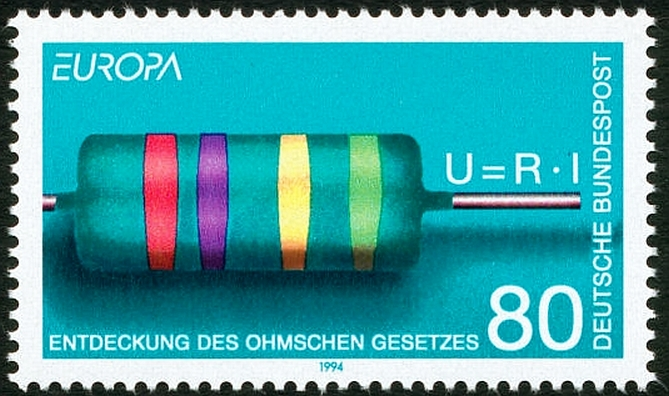
De Wet van Ohm geïllustreerd in een Duitse postzegel

Ohms grootste belangstelling was elektriciteit, waarvan de ontwikkeling na de ontdekking van de batterij door Alessandro Volta in een versnelling was gekomen. Hij dacht dat Joseph Fouriers warmtetheorieën ook van toepassing moesten zijn op de elektrische stroom. Een warmteoverdracht tussen twee punten wordt niet alleen bepaald door het temperatuurverschil tussen deze punten, maar ook door het geleidingsgedrag van het materiaal ertussen.
Om zijn aanname te testen liet hij stroom lopen door draden van verschillende lengtes. Hij ontdekte dat de stroomsterkte kleiner werd indien de lengte toenam. Ohms logica was dat naarmate een draad langer is, het moeilijker is voor de elektriciteit om zich een weg door de draad te banen, zodat er meer spanning nodig is om die weg te kunnen afleggen. Ook ontdekte hij dat de stroom anders was bij verschillende metalen en draaddiktes.
In 1826 toonde Ohm aan dat de stroomsterkte in een draad recht evenredig is met de aangelegde spanning en omgekeerd evenredig met de weerstand van de draad. Deze Wet van Ohm verscheen in het beroemde boek Die galvanische Kette, mathematisch bearbeitet (De galvanische keten, wiskundig benaderd) (1827) waarin hij zijn complete theorie gaf over elektriciteit. Het boek begint met de wiskundige achtergrond, die nodig was om de rest van het boek te begrijpen want toen werd de natuurkunde nog op de niet-wiskundige wijze benaderd. Wet van Ohm : R=U/I
Hoewel zijn werk de theorie en toepassing van elektrische stromen sterk heeft beïnvloed, werd het destijds koeltjes ontvangen. Ondanks zijn pogingen lukte het hem niet de oudere Duitse natuurkundigen ervan te overtuigen dat zijn wiskundige benadering de enige juiste was. Ondanks de vele proeven die ze deden met stroom en spanning beschouwden wetenschappers het als twee afzonderlijke verschijnselen. In 1834 bevestigde de Fransman Claude Pouillet zijn wet en leidde de wet van Pouillet hiervan af. In het buitenland werd het werk van Ohm wel geaccepteerd. De Amerikaan Joseph Henry zag dat de wet van Ohm alle onduidelijkheden omtrent elektrische schakelingen wegnam. In zijn thuisland moest Ohm twintig jaar wachten op erkenning.

## Studie en publicaties
Zijn publicaties waren talrijk. Elektriciteit was niet het enige onderwerp dat Ohm onderzocht. Van 1839 tot 1844 hield hij zich ook bezig met optica en akoestische problemen, waaronder de gevoeligheid van het menselijk gehoor. Hierbij suggereerde hij dat complexe geluiden door het gehoor wordt geanalyseerd in een combinatie van zuivere tonen. Dit resultaat werd in 1890 herontdekt door Hermann von Helmholtz. Ook interferentie van gepolariseerd licht heeft hem beziggehouden.
Van de Royal Society, waarvan hij in 1842 lid werd, kreeg Ohm in 1841 de Copley Medal. In 1845 werd hij lid van de Bayerische Akademie der Wissenschaften. De hoogste eer kreeg Ohm in 1881 toen het Elektrisch Congres in Parijs instemde om zijn naam te gebruiken als eenheid van de elektrische weerstand.

### Werken
- 1817 - Grundlinien zu einer zweckmäßigen Behandlung der Geometrie als höheren Bildungsmittels an vorbereitenden Lehranstalten
- 1827 - Die galvanische Kette, mathematisch bearbeitet
- 1849 - Elemente der analytischen Geometrie im Raume am schiefwinkligen Coordinatensysteme
- 1852-53 - Beiträge zur Kristallplatten zwischen geradlinig polarisiertem Licht wahrnehmbaren Interferenz-erscheinungen
- 1854 - Grundzüge der Physik als Compendium zu seinen Vorlesungen